# プライベート・ライアン
『プライベート・ライアン』（原題：Saving Private Ryan、意味：兵卒ライアンの救出）は、1998年公開のアメリカ合衆国の映画。第二次世界大戦のノルマンディー上陸作戦において、行方不明となった1名の兵士の救出に向かう部隊を描く戦争映画。ナイランド兄弟の実話に基づいたロバート・ロダット脚本、スティーヴン・スピルバーグ監督によるフィクションである。
アカデミー賞では11部門にノミネートされ、興行面でも全世界で大きな成功を収めた。特に冒頭約20分間のオマハ・ビーチ上陸は称賛された。
主演はトム・ハンクス。救出対象のライアン役をマット・デイモンが演じている。製作・配給はドリームワークスとパラマウント。
スティーヴン・ジェイ・シュナイダーの『死ぬまでに観たい映画1001本』に掲載されている。

## あらすじ

### プロローグ
ある老人が家族を連れてノルマンディー米軍英霊墓地を訪れ、一つの墓の前に感極まって座り込んだ。心配した家族が駆け寄るなか、老人は戦時中のある思い出を回想する。

### オマハ・ビーチ
壮絶な戦闘のあと、ノルマンディー上陸作戦を成功させたアメリカ軍だったが、ドイツ国防軍の激しい迎撃にさらされ多くの戦死者を出してしまう。そんな中、アメリカ陸軍参謀総長ジョージ・マーシャルの元に、ある兵士の戦死報告が届く。それは出征したライアン家4兄弟のうち3人が戦死したというものだった。
残る末子ジェームズ・ライアンも、ノルマンディー上陸作戦の前日に行なわれた空挺降下の際に「敵地で行方不明になった」という報告が入り、マーシャルはライアンを保護して本国に帰還させるように命令する。

### 村での攻防
命令を受けたレンジャー大隊のC中隊長ミラー大尉は、中隊の生き残りをB中隊に合流させ、6名の部下と、通訳として歩兵師団から引き抜いたアパム技能兵を伴い、ライアンがいると思われるフランス内陸部へ向かう。
一同は味方がドイツ軍と交戦中の村に入り、戦闘に参加する。途中、保護を求めるフランス人一家と遭遇し、ミラーは安全が保障できないことを理由に保護を拒否するが、カパーゾ二等兵が独断で子供を保護しようとして狙撃されてしまう。狙撃手のジャクソン二等兵が敵の狙撃手を射殺するが、カパーゾは息を引き取る。
戦闘が終息した後でミラーはハミル大尉の部下から「ライアン」を見つけ、3人の兄が戦死したことを告げるが、そのライアンは同姓同名の別人だった。ミラーは探し求めているライアンと同じ部隊にいた兵士を見つけ出して情報を聞き出し、目的のライアンが所属する第101空挺師団を探す。

### 空挺部隊の集結地、ドイツ軍陣地へ
空挺師団の集結地点に到着したミラーたちは、回収された戦死者の認識票を調べたり、周囲の将兵たちに聞き込みを行う。ライアンの知り合いは、ライアンが混成部隊に加わり前線の橋を守っていることを伝える。
ミラーたちは前線に向かうが、その途中で破壊されたドイツ軍の対空レーダーサイトと警備陣地、そして味方の戦死者を発見する。部下たちは戦闘を避けて迂回するように進言するが、ミラーは後続の部隊の被害を防ぐために戦闘を決意する。
最終的に警備陣地の制圧には成功するものの、ウェイド技能兵が戦死する。彼の死に憤慨したライベン一等兵は生き残っていたドイツ陸軍兵を殺そうとするが、ミラーはそのドイツ兵に戦死者の墓を掘るように命令し、人目を忍んでウェイドの死に涙する。
その後、ミラーは墓を掘り終えたドイツ兵を解放して後続の連合軍部隊に降伏するように指示するが、かねてよりライアン捜索の任務に不服を感じていたライベンは命令を放棄し、引き留めようとするホーヴァス軍曹と衝突する。ミラーは自分の過去を明らかにして、2人に対し「故郷の妻に誇れる任務をしたい」と語り、その場を収めて前進する。

### 前線の橋
前線の橋に近付いたミラーたちは、ついに探し求めていたライアンを発見する。ミラーはライアンに帰還命令を伝えるが、彼はショックを受けつつもミラー隊がすでに2人の犠牲を払ったことも知り、「戦場の兄弟を見捨てて帰れない」と命令を拒否する。
彼の決意を聞いたミラーたちも混成部隊と共に、戦車に支援されたドイツ武装親衛隊を迎え撃つことになる。ミラーたちは敵の歩兵、戦車、自走砲を市街地に誘い込み奇襲を仕掛けて打撃を与えるが、物量差に押されて劣勢になり、メリッシュ二等兵は武装親衛隊員に銃剣を奪われて心臓に突き刺され、ジャクソンは自走砲に砲撃されて、ホーヴァスは銃弾を複数回受けて、次々に戦死する。
ミラーはライアンを後退させ、橋の爆破を試みるが、胸に敵弾を受けて身動きが取れなくなる。茫然と座り込んだミラーはM1911拳銃を抜き、向かって来る戦車をひたすら銃撃する。そこに援軍とP-51戦闘攻撃機が到着し、目の前の戦車は爆撃を受けて破壊され、ドイツ軍は撤退を開始。アパムは逃げる敵兵の中にミラーが逃がしたドイツ陸軍兵を見つけ、彼を射殺し、残りの敵兵を見逃す。
衛生兵を呼ぶライベンの声もむなしく、ミラーはライアンに生きて人生を全うするように告げて息絶える。帰還命令の伝達、そしてライアンの生還は果たせたが、中隊はライベンとアパムを残して全滅状態になった。

### 終戦後
時は再び、戦争終結から50年後の現代に戻る。老人となったライアンは、ミラーの墓前で彼とその部下たちに感謝の言葉を伝えた後に、妻に「私は、彼が望む人生を生きただろうか」と問いかける。妻の「もちろんです」という言葉を聞き、ライアンはミラーの墓に向かい敬礼を捧げる。

## キャスト

### 主要人物
ジョン・H・ミラー（John H. Miller）
演 - トム・ハンクス
大尉。第2レンジャー大隊C中隊指揮官。34歳。地形を活かした戦術を巧みに考案する優秀な将校（士官）。M1A1トンプソンを使用する。
着任する前の経歴が全く不明で中隊内で大きな謎となっており、部下の兵士たちから賭けの対象となっている。後に、ドイツ軍のレーダー基地でライベンが命令を放棄しようとした際、「自分は11年間トーマス・アルバ・エジソン高校の作文教師だった」と告白し、「いつか故郷に帰ったとき妻に誇れる任務をしたい」と語った。このときに彼の出身はペンシルベニア州だと判明する。
ライアンを発見するが、彼が帰国を拒否したこととヘンダーソン伍長にも前線の橋の防衛の助力を求められたことで留まる。終盤の橋の攻防戦で、取り落とした爆薬の起爆装置へ向かって進み出た際に胸に被弾して致命傷を負い、座り込みながら迫り来る戦車に拳銃を発砲する。死に際にライアンに「無駄にするな」(Earn this)と伝えて息を引き取った。
マイケル・ホーヴァス（Michael Horvath）
演 - トム・サイズモア
一等軍曹（en:Technical sergeant）。ミネソタ州ミネアポリス出身。愛称マイク。熟練の下士官であり、状況を正確に把握し、適切な意見を具申できるほどに卓越している。ミラーの右腕的存在で、部下に対しては厳格であり、尻に関わるスラングをよく使用する。やや肥満体型であり、走るのが遅い。北アフリカ戦線から続く戦歴を持ち、各前線の土を収集して持ち歩いている。「Horvath」は、ハンガリー系に多いラストネーム。小説版では「ホーヴァート」と表記されている。ルター派。M1カービンを使用する。
前線の橋の攻防戦で、M1A1 バズーカで敵の自走砲を仕留める活躍をするが、鉢合わせたドイツ兵と拳銃で撃ち合って負傷。最後の橋まで後退するも胴体に被弾して致命傷を負いながらも戦い続けるが、ミラーが気付いた時には橋の土嚢のそばで息絶えていた。
リチャード・ライベン（Richard Reiben）
演 - エドワード・バーンズ
一等兵。自動小銃手として、分隊の火力支援を担任する。ニューヨーク州ニューヨークブルックリン出身。優秀な兵士だが、口が悪く、直情的で気が短い。救出隊の中で最もライアンを嫌っていた。小説版では「レイベン」と表記されている。持っているBARは元々は別の人物の物で、自分の物は上陸作戦で溺れ掛けた時に海に捨てたと話している。
前線の橋の攻防戦では、当初はケッテンクラートの後部席に乗って囮となって敵を惹きつけ、その後も猛威を振るう機関砲隊を一掃する活躍を見せ、最終的にアパムと共に戦死せず生き残った。
ダニエル・ジャクソン（Daniel Jackson）
演 - バリー・ペッパー
二等兵。卓越した技術を持つ狙撃手。自身曰く、「自分ほど素晴らしい狙撃の腕があれば、ヒトラーの暗殺も朝飯前」と豪語する。寡黙でマイペース。敬虔なカトリック教徒であり、射撃の際には必ず祈りを口にする。左利きのため、右利き用に設計されたスプリングフィールドM1903を左肩に構えて射撃する。
オハマ・ビーチでは、敵の射撃に晒されながら狙撃地点まで走り抜き、そこから敵機銃手を狙撃して味方を助ける。最初に訪れた村での戦闘では、カパーゾを狙撃した狙撃手をスコープごと右目を撃ち抜いて仕留める。
前線の橋の攻防戦では、塔の上から敵情を視察し、狙撃で次々とドイツ兵を射殺する活躍を見せたが、自走砲がこちらに照準を向けていることに気付いて味方に退避を叫んだ直後、自走砲が放った砲弾の直撃を受けて戦死した。
スタンリー・メリッシュ（Stanley "Fish" Mellish）
演 - アダム・ゴールドバーグ
二等兵。小銃手。ニューヨーク州ニューヨークヨンカーズ出身のユダヤ系アメリカ人で、ドイツ軍を嫌っており、連行される捕虜の一群に向かって自身の持っているダビデの星がかたどられているネックレスを見せ付けてドイツ語で「（自分は）ユダヤ人」と言って見せたほどである。口髭が特徴。
前線の橋の攻防戦では、ヘンダーソン伍長とともに2挺あった重機関銃のうち1挺を担当。当初は橋へと通じる通りに陣取っていたが、途中で住居の二階に移動。弾切れになった隙に突入してきたドイツ軍兵士と格闘になった際、銃剣を抜き放つが皮肉にもその銃剣を奪われて逆に刺し殺される。
エイドリアン・カパーゾ（Adrian Caparzo）
演 - ヴィン・ディーゼル
二等兵。小銃手。イタリア系の大柄な人物。イリノイ州シカゴ出身。最初はアパムに対して中隊長であるミラーに敬礼するなと威嚇するように警告したが、途中の村でフランス人一家から子供を保護しようとするなど人情味溢れる性格が出ている。
最初に訪れた村での戦闘で、逃げ遅れた民間人一家の少女を保護しようとしてドイツ軍狙撃手に胸を撃たれ致命傷を負い、仲間に血まみれになった家族への手紙を書き直してほしいと頼んで息絶えた。
アーウィン・ウェイド（Irwin Wade）
演 - ジョヴァンニ・リビシ
四等技能兵。衛生兵。カリフォルニア州サンディエゴ出身。ミラーとホーヴァスとは最も付き合いが長い。荒くれ者が多い救出隊では数少ない人当たりの良い青年。しかし、過去に自分の母親に対する態度を振り返り、素直ではないことを認めている。
オマハ・ビーチでは、重傷を負ったディフォレスト軍医を必死に手当てするが、処置が終える直前で彼の頭部に弾丸が直撃してしまい、もう少しで助かったのにとドイツ軍に対して怒り狂った。
レーダー基地での戦闘で腹部に一発の銃弾を受け、戦友たちから手当てを受けるが甲斐なく、母を呼びながら死亡。他の戦死者たちとともにその場で埋葬された。
エンドクレジットでは「T/4 Medic Wade」と表記されており、「T/4」は「四等特技兵」の略で、「Medic」は「衛生兵」の意である。四等特技兵は、軍曹より下、伍長より上に相当する大戦中のアメリカ陸軍独自の階級である。
ティモシー・E・アパム（Timothy E. Upham）
演 - ジェレミー・デイビス
五等技能兵。マサチューセッツ州ボストン出身。救出隊の中では最年少。もともと第2レンジャー大隊の一員ではなく、第29歩兵師団所属。同師団で地図作成や情報処理を担当していたが、ドイツ語とフランス語を話せるため、通訳としてミラーの分隊に加わる。荷物を準備する際、タイプライターを手に持ち、M1ヘルメットと間違えて戦利品のシュタールヘルムを持って行きかけたほど、事務作業のみに従事してきたため実戦経験が無い。また、敵兵であっても殺害を極力避ける傾向にある。隊に加わった当初は他の兵士から気の弱い性格を嫌悪されていた為か、「フーバー」の意味を教えてもらえずにからかわれていた。喫煙者では無かったが、最後の戦闘までには他の分隊員とたばこを吸うようになった。
前戦の橋の攻防戦では、メリッシュとヘンダーソン伍長に予備弾薬を補給する担当でもあったが、激しい接近戦に怖気づいてメリッシュを見殺しにしてしまう。その後、逃げ遅れて橋の対岸の物陰に隠れていたが、味方が到着すると逃げようとするドイツ軍部隊に銃を構え、ミラー大尉を撃ったドイツ軍兵士を射殺する。救出隊の中ではライベンと共に生き残った。
エンドクレジットでは「Corporal Upham（アパム伍長）」と表記されているが、正しくは五等特技兵（T/5）。これは伍長の下、一等兵の上である。つまり同じ特技兵でもウェイドの方が上官となる。
ジェームズ・フランシス・ライアン（James Francis Ryan）
演 - マット・デイモン（青年時）、ハリソン・ヤング（壮年時）
一等兵。第101空挺師団第506落下傘歩兵連隊第1大隊所属。アイオワ州ペイトンの農家出身で、4人兄弟の末っ子。3人の兄が全員戦死したため緊急に前線勤務を解かれ、本国へ送還されることになる。しかし、これを拒否して仲間と最後まで一緒にいるという覚悟を決める態度から、正義感と仲間意識の強い性格の持ち主だと言える。初登場時はバズーカを持っており、敵武装親衛隊のSd Kfz 251を撃破している。
前線の橋の攻防戦では、常にミラー大尉のそばにいるように命令されており、極力戦いに加わらないようにさせられていた。途中、迫撃砲弾を手榴弾の要領で投擲する方法を思いつき、ミラー達と実行した。

### その他の人物

主な部隊章一覧
レンジャー大隊 （WWII当時）
第101空挺師団
第29歩兵師団
第82空挺師団

ジョージ・マーシャル（George Catlett Marshall, Jr.）
演 - ハーヴ・プレスネル
アメリカ陸軍大将、アメリカ陸軍参謀総長。本作に登場する唯一の実在人物。直々に救助隊にライアンの本国送還を命令する。
ウォルター・アンダーソン（Walter Anderson)
演 - デニス・ファリーナ
アメリカ陸軍中佐。第2レンジャー大隊指揮官で、ミラーの上官。映画冒頭、前線指揮所においてミラーから戦況の報告を受けていた。沈痛な面持ちで戦死者と負傷者の報告をしたミラーに対して労いの言葉を掛けている会話から、ミラーを信頼していることが窺える。報告の後、マーシャル大将からのライアン救出任務の指令をミラーに伝える。
フレッド・ハミル（Fred Hamill）
演 - テッド・ダンソン
アメリカ陸軍大尉。第101空挺師団502空挺歩兵連隊に付属する指揮官。ミラー達がヌーヴィルに到着した際、潜伏していたドイツ兵達を殺害した。彼の部隊にはミラー達によって探されていたと思われる「ライアン」という兵士が居たが、人違いであった。彼曰く、自身にも兄弟が2人おり、今回のライアン救出任務についてミラーを激励した。
デウィンド（Dewindt）
演 - リーランド・オーサー
アメリカ陸軍中尉。第99空輸飛行隊327グライダー歩兵連隊の軍用グライダーの操縦士。彼の副操縦士はグライダーが不時着した際に首を切断されて死亡したらしい。搭乗した要人、第101空挺師団副師団長のアメンド准将を守ろうと兵士の誰かが鉄板をグライダーの機体に張り付けていた為、母機から離れた瞬間、重すぎて滑空できず、濡れた草地の下り坂に不時着した。これにより准将のほか、空挺団員22人が死亡した模様。その為、准将一人の為に多数の兵士が死んだことをミラーたちと一緒に「フーバー」だと言った。戦死者の認識票を集めたが、本人曰く数えられる気にもなれないほどの量だと言う。
フレッド・ヘンダーソン（Fred Henderson）
演 - マックス・マーティーニ
アメリカ陸軍伍長。第101空挺師団第501空挺歩兵連隊の空挺兵。前線の橋の防衛部隊の指揮官。上官のジェニウス大尉が戦死したため代わりに空挺兵の混成部隊の指揮を執っていた。ライアン達と敵偵察車を襲撃した時にミラー達と遭遇。
前線の橋の攻防戦では、メリッシュとともに、2挺あった重機関銃のうち1挺を担当。建物の2階で弾切れになった隙に迫って来た武装親衛隊兵士を壁越しに銃撃して一人を倒すが、反撃を受けて喉を撃たれて、敵と格闘するメリッシュのそばで悶え苦しんだ末に息絶える。
ブリッグス（Briggs）
演 - ロルフ・サクソン
アメリカ陸軍中尉。第2レンジャー大隊C中隊付将校。33歳。上陸した際に下腹部を撃たれて負傷し、叫んでパニックになり自力では動けなくなっていた。海軍からの命令によって海岸の障害物爆破の為に避難するように言われ、彼をミラーが引きずって退避させようとしたが、その後ドイツ軍の砲弾により下半身を失い戦死。
ディフォレスト（Deforest）
大隊付軍医。階級は不明だが、医科大学院を卒業後の現役の軍医であれば、大尉以上に任官されるため、士官か上長官階級かと思われる。海岸にて、銃弾を浴びて大量出血を伴う重傷を負い、ウェイド等衛生兵数人から手当てを受けていたが、止血中に銃弾がヘルメットを貫通して戦死。この時、治療中に軍医を失ったウェイドはドイツ兵に対して激昂して我を失っていた。
ジェームズ・フレデリック・ライアン（James Frederick Ryan）
演 - ネイサン・フィリオン
一等兵。ミネソタ州出身。発見直後はメリッシュから「アホ面」と呼ばれていた程ミラー大尉の部下達から憎まれていた。しかし、ミラー大尉たちが探していたのはアイオワ出身のジェームズ・フランシス・ライアンであり、ミラー大尉が兄弟の戦死を話した時に聞いていた兄弟関係と食い違いが生じてフルネームと出身地を尋ねたことで、人違いと判明。小学生の弟達がおり、帰還したら釣りに行く約束をしている。ミラー大尉が兄弟の死を切り出した際には激しく動揺して泣き出し、人違いだと判ると弟たちの無事を喜ぶとともに「弟たちに会いたい、帰りたい」と泣くなど弟想いの優しい人柄であることが窺える。
ショーン・ライアン（Shawn Ryan）、ピーター・ライアン（Peter Ryan）、ダニエル・ライアン（Daniel Ryan）
ジェームズ・フランシス・ライアンの実兄達。長男のショーンはミラー大尉達がいたオマハ・ビーチで、次男のピーターはユタ・ビーチで、三男のダニエルは太平洋方面のニューギニアで同時期に戦死している。作中ではショーンと思われる彼の遺体のみ映されている。
- 主な部隊章一覧
- レンジャー大隊
（WWII当時）
- 第101空挺師団
- 第29歩兵師団（英語版）
- 第82空挺師団

## 日本語吹替
| 役名                                   | 俳優                                              | 日本語吹替 | 日本語吹替 |
| 役名                                   | 俳優                                              | ソフト版   | テレビ朝日版 |
| -------------------------------------- | ------------------------------------------------- | ---------- | --- |
| ジョン・H・ミラー大尉                  | トム・ハンクス                                    | 江原正士   | 山寺宏一 |
| マイケル・ホーヴァス一等軍曹           | トム・サイズモア                                  | 塩屋浩三   | 石田圭祐 |
| リチャード・ライベン一等兵             | エドワード・バーンズ                              | 後藤敦     | 山路和弘 |
| ダニエル・ブーン・ジャクソン二等兵     | バリー・ペッパー                                  | 堀内賢雄   | 井上倫宏 |
| スタンリー・メリッシュ二等兵           | アダム・ゴールドバーグ                            | 樫井笙人   | 大滝寛 |
| エイドリアン・カパーゾ二等兵           | ヴィン・ディーゼル                                | 山野井仁   | 安井邦彦 |
| アーウィン・ウェイド衛生兵             | ジョバンニ・リビシ                                | 家中宏     | 内田夕夜 |
| ティモシー・E・アパム伍長              | ジェレミー・デイビス                              | 二又一成   | 小森創介 |
| ジェームズ・フランシス・ライアン一等兵 | マット・デイモン                                  | 平田広明   | 草尾毅 |
| フレッド・ハミル大尉                   | テッド・ダンソン                                  | 谷口節     | 横島亘 |
| ウォルター・アンダーソン中佐           | デニス・ファリーナ                                | 有本欽隆   | 稲垣隆史 |
| ウィリアム・ヒル軍曹                   | ポール・ジアマッティ                              | 宝亀克寿   | 田中正彦 |
| ジョージ・マーシャル大将               | ハーヴ・プレスネル                                | 川久保潔   | 加藤精三 |
| スチームボート・ウィリー               | ジョーグ・スタドラー （イェルク・シュタッドラー） | 松本大     | |
| フレッド・ヘンダーソン伍長             | マックス・マーティーニ                            | 仲野裕     | |
| トインビー                             | ディラン・ブルーノ                                | 永井誠     | |
| トラスク                               | イアン・ポーター                                  | 古田信幸   | |
| ライス                                 | ゲリー・セフトン                                  | 中田和宏   | |
| ブリッグス中尉                         | ロルフ・サクソン                                  |            | |
| ジェームズ・フレデリック・ライアン     | ネイサン・フィリオン                              | 成田剣     | |
| デウィンド中尉                         | リーランド・オーサー                              | 中博史     | 田原アルノ |
| 空挺兵オリバー                         | デヴィッド・ヴェーグ                              | 大川透     | |
| 空挺兵マンデルソン                     | ライアン・ハースト                                | 桜井敏治   | 佐々木誠二 |
| 空挺兵ジョー                           | ニック・ブルックス                                | 浜田賢二   | |
| 陸軍省付大尉                           | デヴィッド・ウォール                              | 宝亀克寿   | |
| 陸軍省付大佐                           | デイル・ダイ                                      |            | |
| I・W・ブライス大佐                     | ブライアン・クランストン                          | 仲野裕     | 金尾哲夫 |
| マーガレット・ライアン                 | アマンダ・ボクサー                                | 定岡小百合 | |
| 年老いたライアン                       | ハリソン・ヤング                                  | 中博史     | 稲垣隆史 |
| 兵士                                   | アンドリュー・スコット                            |            | |
| その他                                 | N/A                                               |            | 宮田光 福田信昭 石井隆夫 境賢一 清水敏孝 猪野学 加藤亮夫 根本泰彦 星野充昭 渋谷茂 田中完 藤本隆行 石本竜介 古屋道秋 田畑ゆり |
|                                        |                                                   |            | |
| 翻訳                                   | N/A                                               | 岸田恵子   | 平田勝茂 |
| 演出                                   | N/A                                               | 伊達康将   | 福永莞爾 |
| 監修                                   | N/A                                               | 田岡俊次   | |

- テレビ朝日版：初回放送2002年2月10日『日曜洋画劇場』（21:00-24:24）※ノーカット

## スタッフ
- 監督：スティーヴン・スピルバーグ
- 脚本：ロバート・ロダット
- 製作：イアン・ブライス、マーク・ゴードン、ゲイリー・レヴィンソン、スティーヴン・スピルバーグ
- 撮影監督：ヤヌス・カミンスキー
- プロダクションデザイナー：トーマス・E・サンダース
- 編集：マイケル・カーン
- 衣裳デザイン：ジョアンナ・ジョンストン
- 音楽：ジョン・ウィリアムズ
- 日本語字幕：戸田奈津子

## 製作概要

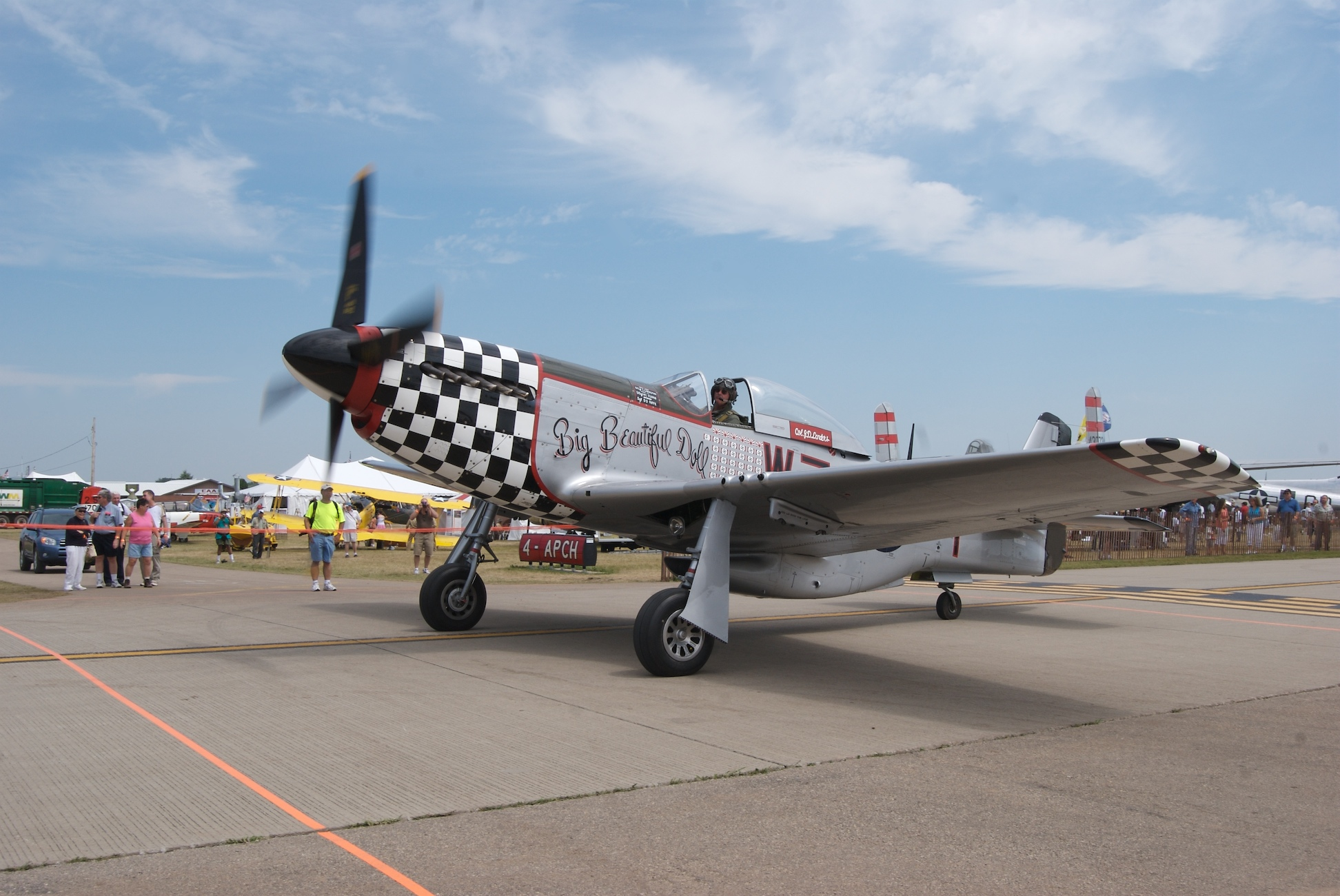
撮影に使われたBig Beautiful Doll（2007年）

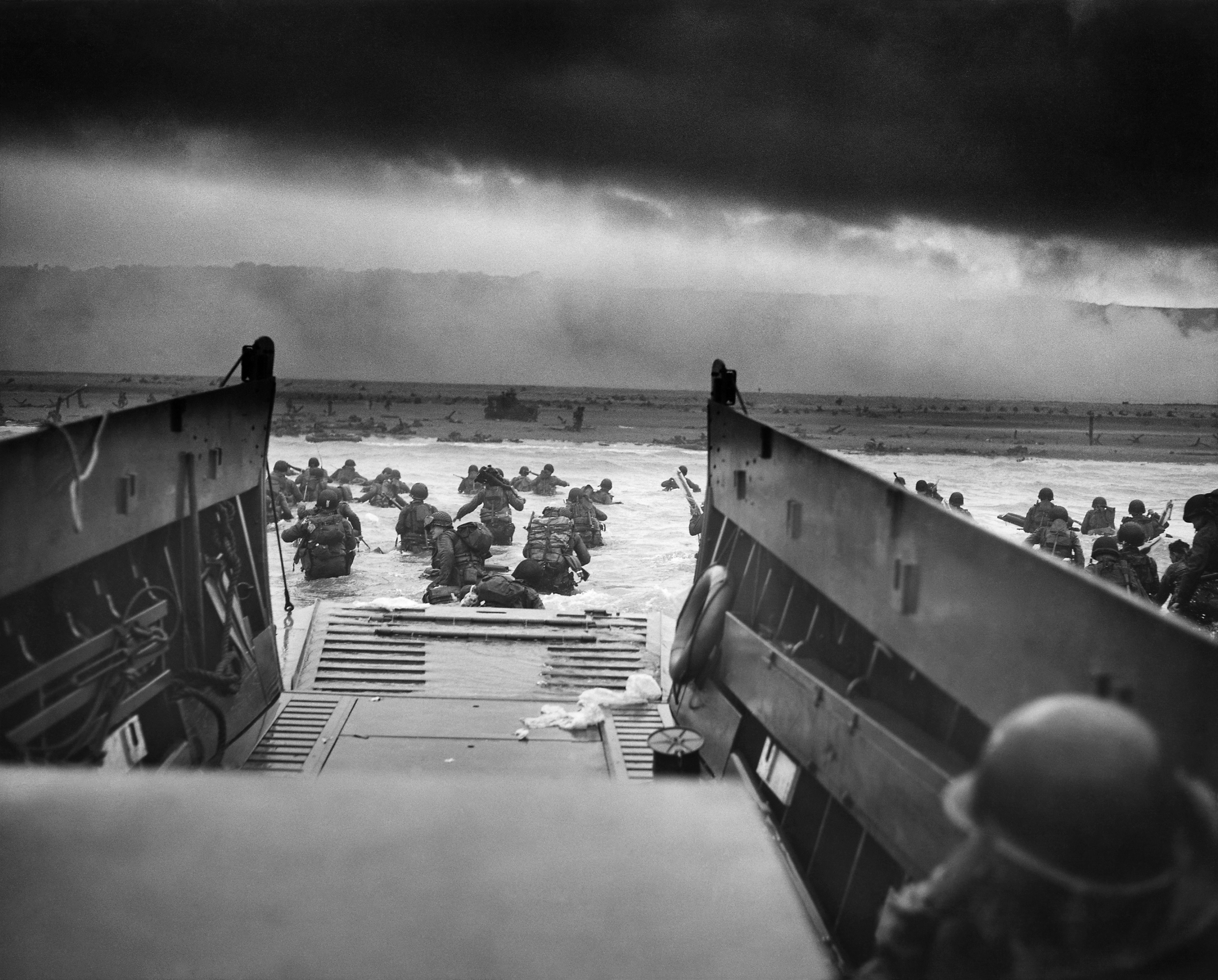
オマハ・ビーチへの最初の上陸作戦が映画で再現された。

スティーヴン・スピルバーグ監督による『1941』『太陽の帝国』『シンドラーのリスト』以来4作目となる第二次世界大戦をテーマにした作品。スピルバーグは後に、第二次大戦でB-25の無線士として太平洋戦線に参加していた「父 アーノルド・スピルバーグに捧げた」、と語っている。
本作は完全なフィクションであるが、話の基になったナイランド兄弟のエピソードが存在する。またサリヴァン兄弟戦死の再来を避けるため、ライアン兄弟を分散配置したという趣旨のセリフがある。
約3時間にもおよぶ長編映画にもかかわらず、わずか60日間というハリウッド映画としては驚異的な早撮りでクランクアップしている。
クランクイン直前にトム・ハンクスをはじめとした出演者たちは、リアルな演技をするために元海兵隊大尉のデイル・ダイの協力の下、ブートキャンプ同等の訓練を10日間受けさせられている。その内容は、教官がいきなり彼らに向かって発砲（空包）したり、当時の兵士達が携行していたものと同じ装備を背負って延々と行軍するといった厳しいものであった。ライアン役のマット・デイモンはこの新兵訓練のメンバーから意図的に外されている。これは10日間の過酷な訓練を通じて救出隊のメンバーにマット・デイモン＝ライアン二等兵に対する反感を植えつけるためであった。訓練を終えたトム・ハンクスたちは、休む間もなく2週間にもおよぶ戦闘場面の撮影に臨んでいる。この過酷な進行によって撮影当初の和んだ空気が消えて荒んでいた彼らのところに、事情を知らないマット・デイモンが新兵よろしく颯爽と撮影現場に現れると、当初の意図通り険悪な雰囲気となった。また、俳優たちに仲間を失ってゆく喪失感を体験させるため、撮影はストーリ―の順序に沿って行われた。これら一連の相乗効果によって演技はリアルで緊迫したものとなり、作品テーマの一部に組み込まれている。
ロケはイギリスで行われたが、冒頭のオーヴァーロード作戦におけるオマハ・ビーチ上陸作戦（ノルマンディー上陸作戦）のシーンはアイルランドで撮影された。実際のオマハ・ビーチは歴史的に保護されているだけでなく、開発もされていたため、プロダクション・デザイナーのトム・サンダースは何週間もの調査を行ってロケ地を探し、よく似たビーチをアイルランドで発見した。アイルランド陸軍はエキストラとして250名の兵士を貸し出した。現役の兵士であることから統制がとれており、大人数にもかかわらず撮影はスムーズに進行した。この兵士達の大半はメル・ギブソンの『ブレイブハート』にも出演していた。映画冒頭とラストのノルマンディー墓地は実際の場所で撮影されている。

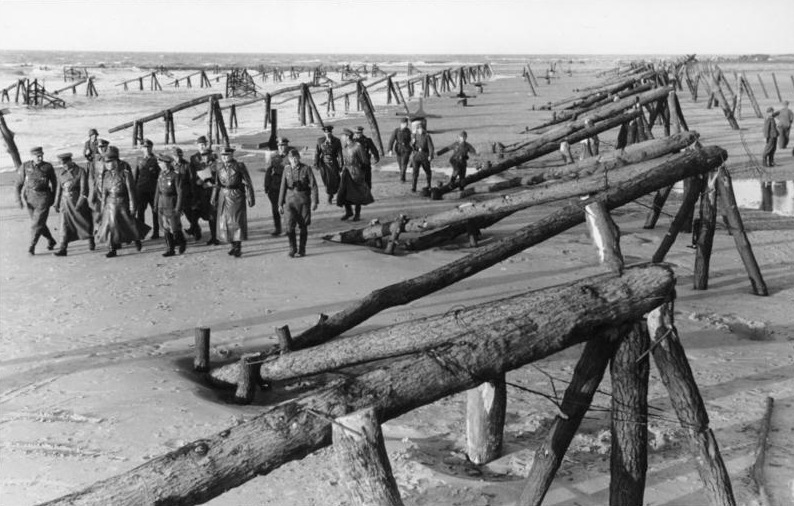
1944年4月、海岸線の対舟艇障害物を視察するロンメル。傾斜面は海側を向いていた。

リアルな映像とするため、POV方式を用いて撮影された本作は、敵の攻撃を受け手足が吹き飛ぶ、内臓が飛び出る、炎に包まれて爆死する、海水が血の色に染まる、曳光弾を交えた銃弾が衝撃波とともに飛来するなど、戦場の現実を生々しく描き、これまでになかった戦争映画として高い評価を受けた。特に冒頭から約20分間にもおよぶオマハ・ビーチ（区域はドッグ・グリーンセクターだった）におけるノルマンディー上陸作戦を描く戦闘シーンは、映画史に残る20分間として知られている。なお海岸線に並べられた三角形の障害物は、満潮時に着岸しようとする上陸用舟艇が傾斜面に乗り上げるよう意図していたが、作中ではほとんどが実際とは逆の向きに置かれている。
機関銃の銃声は本物の銃声、人体の着弾は牛の死体に銃弾を撃ち込んだ音を収録して使用している。現地リエナクター（歴史再現家）達の手によって、米軍やドイツ軍の武装親衛隊の軍装には本物や正確なレプリカが用いられるなど、兵器・車両は可能な限り本物が使用されている（ケッテンクラートなど）。ただし、後半に登場する2両のティーガー戦車は、撮影当時可動状態の実物は存在しなかったため、ソ連製戦車T-34-85を改造したものを使用している。また、自走砲のうち1両は、ドイツ軍のマルダーIII H型と似ているが、同じ足回りを持つスウェーデン軍のSav m/43である。最後の戦闘シーンの締めくくりには、M4中戦車役のグリズリー巡航戦車が少しだけ姿を見せている。これらの車両は『バンド・オブ・ブラザース』にも転用されている。
終盤に登場するP-51Dは『the Old Flying Machine Company』が所有する『Big Beautiful Doll』（D型 44-63634号機）が使用された。展示飛行用の塗装が施されていたが、撮影のため欧州戦線仕様の塗装に変更された。撮影終了後は元の塗装に戻され航空ショーなどにも出演していたが、2011年の事故で失われた。
スピルバーグとトム・ハンクスは、この後も共同でテレビ向けのミニ・シリーズ『バンド・オブ・ブラザース』や『ザ・パシフィック』を制作し、第二次大戦を追求し続けている。
合衆国退役軍人省は、ノルマンディ―の描写があまりに過激なため退役軍人のPTSDを懸念して、映画が公開されるとき全国にフリーダイヤル回線を設けた。公開から1週間で問合せは170件を超えたという。

### ナイランド兄弟

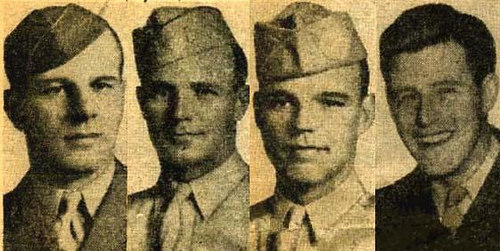
ナイランド兄弟

本作のストーリーは、ナイランド兄弟の逸話が基になっている。
ライアンのモデルとなったフレデリック・ナイランド三等軍曹には、エドワード、プレストン、ロバートの3人の兄がいた。フレデリックはノルマンディー上陸作戦初日に、輸送機パイロットのミスで予定の降下地点からかなり離れた内陸地点に降下してしまい、なんとか原隊に復帰したところ、部隊の従軍牧師から3人の兄全員が戦死したと告げられた。国防省のソウル・サバイバー・ポリシー（巡洋艦「ジュノー」に勤務していたサリヴァン兄弟が、ジュノー撃沈によって全員戦死、サリヴァン家は断絶してしまったことを受けて制定されたルール）に基づいてフレデリックは前線から引き抜かれ、本国に送還されることとなった。
フレデリック本人はそれほど帰国したかったわけではなかったらしく、しばらくは部隊と行動を共にしていたが、従軍牧師が書類を提出してしまったため、上層部に認可された後は帰国するしかなかった。帰国後、彼は終戦までニューヨーク州で憲兵として勤務している。
映画と違いフレデリックが原隊に自力で復帰した事からも分かるように、救出隊が組織されたという事実はない。また、母親のナイランド夫人は実際には未亡人ではなく、夫婦ふたりで暮らしていた。なお、長兄エドワードの戦死は誤報で（実際には作戦中行方不明）、捕虜になってビルマの日本軍収容所に収監されていたところをイギリス軍に救出され、帰国後に母親との再会を果たしている。

## 企画～製作

### 企画
1990年代半ば、パラマウントピクチャーズは「プライベート・ライアン」のほか、ブルース・ウィリス主演の「Combat」、アーノルド・シュワルツェネッガー主演の「With Wings as Eagles」の3本の戦争映画を計画していた。「プライベート・ライアン」は監督にマイケル・ベイ、主人公ミラー役にハリソン・フォード、メル・ギブソン、ピート・ポスルスウェイトなどを候補にして進められたが、マイケル・ベイが「バイオレンス描写と戦争映画が結び付かない」という理由で断った。
企画倒れかと思われたとき、トム・ハンクスがスティーヴン・スピルバーグを監督に推薦し、自分も出演したいとパラマウントに名乗り出た。2人は「マネー・ピット」(1986)で知り合って以来親しい友人で、二人とも第二次世界大戦の歴史に非常に関心が高かった。スピルバーグはハンクスに誘われたものの、監督と出演者が険悪な仲になる現場をいくつも見ていたため「一緒に仕事をすると友情が壊れるかもしれない」と乗り気でなかった。が、ハンクスが熱心に電話で説得したという。
『監督スティーヴン・スピルバーグ、主演トム・ハンクス』というビッグネームに魅了されたパラマウントは他の2作を取り止め、「プライベート・ライアン」の制作に絞り込んだ。

### キャスティング
スピルバーグ監督は、ライアン二等兵役に感情移入がしにくい無名の若手俳優を考えた。エドワード・ノートンが第一候補に挙がったが彼は「アメリカン・ヒストリーX」の出演が決まり、次の候補のノア・ワイリーは「ER緊急救命室」の撮影と重なってしまった。
ちょうどその頃、スピルバーグは友人のロビン・ウィリアムスに会うため「グッド・ウィル・ハンティング/旅立ち」の撮影現場を訪ねたところ、スタジオにいたマット・デイモンを紹介された。スピルバーグは「戦火の勇気」(1996)を見て ”アメリカのどこにでもいそうな” 彼を覚えていたという。2週間後デイモンのところに連絡がありライアン役が決まった。ところがその「グッド・ウィル・ハンティング」でデイモンは1997年のアカデミー脚本賞を受賞、主演男優賞にもノミネートされあっという間にハリウッドを代表する若手スターになってしまった。
ホーヴァス軍曹役にはマイケル・マドセンやビリー・ボブ・ソーントンも候補にあり、「ソーントンは水恐怖症のせいでオマハビーチの撮影を辞退した」という噂が流れたが後に否定している。最終的にトム・サイズモアに決まったが彼は長年薬物中毒で苦しんでおり、スピルバーグは「撮影中に陽性反応が出たらたとえ撮影の最終日であっても役者を交代し、全ての出演シーンを撮り直す」という半ば脅しのような条件で出演させた。

### ブートキャンプ
撮影場所のイギリスに渡った主要キャスト8名は、スピルバーグの要請で1週間の新兵訓練(ブートキャンプ)を受けさせられた。教官を務めるのはこれまで様々な映画で軍事コンサルタントをしてきた元海兵隊員のデイル・ダイである。
訓練はブリティッシュ・エアロスペース研究施設跡地に造られた「ラメル」のセットから、更に2kmほど奥にある森で行われた。珍しい体験だと皆高揚した気分で臨んだのだが、状況はすぐに一変した。
「雨が降ってびしょ濡れのまま20キロの背嚢を背負って何キロも歩かされた。1940年代風の英国軍の”ゲロのような”牛レバーと玉ねぎの缶詰を食べ、夜はマイナス1℃まで気温が下がり寒くて寝付けなかった」とジョバンニ・リピシは回想する。
ダイは朝5時に皆を叩き起こすと罵声を浴びせ続け、8人を「タード」（クソ野郎、トム・ハンクスはTurd No,1)と呼んだ。また、「仲間を役名で呼べ」「武器をGunと呼ぶな、Weaponと呼べ」「映画の話しを一切するな」などのルールを設け、うっかり怠ると腕立て伏せを命じた。テントに戻ると休む間もなく武器の分解組立てや地図とコンパスの使い方などを学んだ。
2日目、トム・ハンクス、バリー・ペッパー、アダム・ゴールドバーグが泥の中を這っていきバンカーに手榴弾を投じる演習を行なった。泥まみれの彼らを軍服のままホースの水で洗い流したがその姿は本当に惨めだった。トム・サイズモアは「おれは兵士になるためにイギリスに来たんじゃない」と不満をぶち撒けた。
3日目、トム・ハンクスを除く7人が、前の晩にこっそり話し合ったらしく「ホテルに戻る」と言い出した。ハンクスはスピルバーグに電話をかけ「ちょっとした問題が起きてるんだ」と話すと、スピルバーグは「リーダーのきみの判断に任せるよ」と答えた。ハンクスは仲間のところに戻って「ここで終わらせたら思い出すたびに後悔するぞ」と説得し、ダイにも指導方法の問題点を指摘して、仲間ときちんと話し合って欲しいと提案した。
雨が降る中、ダイはテントの中にいる7人のところに行き「きみたちには兵士の役柄を正しく演じる義務がある。彼らと同じ体験をすれば兵士の気持ちを理解できるはずだ」と話した。皆ダイの志に理解を示し、また唯一根を上げなかったハリウッドスターに感銘を受け、訓練を最後まで遂行した。後にダイは「トムは好奇心旺盛な子供のようだった。武器の仕組みやコンパスの使い方を熱心に学び、わからないことがあるとすぐに質問してきた」とトム・ハンクスを評価した。
マット・デイモンも訓練を希望したが断られたという。厳しい訓練と撮影を続けるうちに彼らには連帯感が生まれ、途中から加わったデイモンは映画と同様にすっかりよそ者扱いされてしまった。だがライアン二等兵に対する演技ではない本物の疎外感こそスピルバーグが求めていたものだった。また、仲間を失っていく喪失感を高めるため、撮影は映画の時間軸に沿って進められた。

## 撮影場所

### オマハビーチ
オマハビーチの撮影は当初ノルマンディーの海岸で行うつもりだったが、調査を始めるとノルマンディーの海岸は歴史的保存区域であり、また宅地開発やリゾート開発も盛んで、フランス政府や地元企業、土地所有者との交渉および多額の使用料が必要と判明。撮影に適した夏に海岸を何週間も占拠するのは不可能と判断した。それに多くの兵士が亡くなった場所に戦場を再現するのは倫理的に正しくないという指摘も多かった。
そこでヨーロッパの海岸を片っ端から調べた結果、地形がよく似ているアイルランド東部のバリネスカー海岸（Ballinesker Beach）が選ばれた。資材搬入が容易なことや撮影地を誘致するアイルランドの税金優遇制度も決め手となった。
集められたエキストラは約1,000人。砂浜を長時間歩き回れる体力を持つエキストラを募ったところ、約750人のアイルランド陸軍の予備役兵が集まった。また、手や足がない身体障碍者を約30人雇い、上陸用舟艇の操縦は元英国海兵隊員に依頼した。
バリネスカー海岸の砂浜はノルマンディーよりも狭いので広角レンズで広く見えるようにした。合板の上にモルタルを塗った木造のバンカーと鉄骨や木材を組んだ障害物は地元の職人たちが作り、撮影中は数千リットルの食品用染料で海水を赤く染めた。背後に立ち上がる黒煙は、牽引車に積んだドラム缶3本分の重油を燃やしながら四輪駆動車で引っ張り、砂浜のどこにでも移動できた。上陸艇での嘔吐物は俳優が口に含んだマグネシアミルクである。
スピルバーグは自ら絵コンテを描いて緻密な計画を立てる監督として知られるが、この戦闘シーンはあまりにも複雑なため絵コンテを一切使用せず、俳優やエキストラたちはまるで軍事行動をするかのように海岸を前進し、それを手持ちカメラで追うというドキュメンタリーフィルムに似た撮り方をした。
準備から撮影終了までの約2か月間、出演者やスタッフ、取材陣など1,500人が海岸に常駐しており、近くのカラクローの町は連日大賑わいだったという。また、この地域の電力は単相200Vしか供給されておらず不便を強いられていたが、撮影のために工業用の三相400Vが導入され長年の願いが叶えられた。
このオマハビーチだけで準備期間に11週間、撮影に4週間をかけ、撮影終了後は生態系保護条例に則って約1か月で海岸を元通りに戻した。冒頭の約25分間の戦闘シーンに製作費の5分の1の1,200万ドルを費やした。

### ライアンの生家、その他
ライアンの生家は、ロンドンの西130kmにあるウィルトシャーのウエストケネット（West Kennet）の田園地帯である。住宅や納屋、風車などを建てアイオワ州の農家を再現し、撮影が終わると直ちに撤去した。
ドイツ軍の銃座（破壊されたレーダー基地）や、草原のハーフトラックのシーンなどは、オックスフォード近郊のテムパーク（テム）の広大な敷地の中で撮影されている。夜を明かす教会もこの施設の中にある。

### ラメルとヌーヴィルのセット
終盤の激戦地、ラメル（Ramelle）の町のセットは、ロンドンから北へ30kmのハットフィールドにあったブリティッシュ・エアロスペースの研究施設跡地に建設された。
セットの規模は東西に300、南北に200ｍ。セットの中央に巾30ｍ、長さ200ｍの川に見立てた人口の池が掘られ、鋼製橋梁を専門とするイギリスのメービーブリッジ社（Mabby Bridge）によって、重量30トンのT34戦車が走行できる仮設橋梁が建設された。橋は4日間で組み立てられ、そのあと美術スタッフが合板やモルタルを被せて石造りの“アラモ橋”を仕上げた（橋の図面）。
町の建設には4か月を要した。瓦礫は近くの建設現場で大量の建築廃材を購入して敷き詰めた。川の対岸には中盤に出てくるヌーヴィルの村があり、巨大な降雨装置を導入して人工の雨を降らせた。これらのセットは撮影終了後に全て撤去され、2001年のミニシリーズ「バンド・オブ・ブラザース」で同じ場所に新たにセットを築いた。
ラ・フィエールの戦闘
「ラメル」は架空の町だが、この戦闘はフランスのラ・フィエールで起きた戦い（ボストン作戦の中の1つ、Battle at La Fière）をヒントにしている。D-デイと同じ1944年6月6日、メルデレット川に架かるシェフデュポン橋を巡ってアメリカ空挺部隊とドイツ軍が攻防戦を繰り広げた。4日目にアメリカ軍が村を占領したものの250人のアメリカ兵が死亡、この戦いは「アメリカ軍の最も悲惨な経験の一つ」とされている。
この戦闘にティーガー戦車は現れず、空からの支援はP-51 マスタングではなくP-47サンダーボルトだったという。

女性たちがタイプライターを打つ部屋、ライアン二等兵救出について話し合う部屋なども、このブリティッシュ・エアロスペース研究施設の建物を利用している。

## 撮影、特殊効果

### 撮影技法
スティーヴン・スピルバーグと撮影担当のヤヌス・カミンスキーが組むのは4度目であり、「シンドラーのリスト」(1993)と本作はオスカーを始めとする数々の撮影賞を獲得した。1940年代のニュース映像や写真を熱心に研究してきたカミンスキーは、戦場で撮った古い16ミリカラーフィルムのような映像を再現しようと様々な方法を採り入れた。
- 映像に深みをもたせる「銀残し」(ブリーチバイパス)は1960年代に日本で生まれた手法で、前年の「アミスタッド」(1997)に続き本作でも採用した。カラーの彩度が抑えられ古いフィルム映像のような色彩になるのだが、その一方でスピルバーグとカミンスキーは血の赤色を残したいと考えた。ひと口に「血」と言っても傷口から流れ出る鮮血、地面や海水に混ざる血液、軍服に染み込んで干からびた血液など状況や時間経過で変化するもので、それらが銀残しでどう映るのか、銀を残す割合や血糊の色を調整してロサンゼルスで2週間、イギリスに渡ったあとも1週間のテストを行なった[34]。

また、「銀残し」はコントラストが強調され暗い部分の深みを増す特徴があるが、カミンスキーが魅了されるのは強いコントラストがもたらす素材の質感であった。軍服のざらついた感触、銃やヘルメットの金属のエッジ、水面が光を反射したときの水銀のような美しさなど、彼は「まるで魔法のようだ」と語っている。
- 次に1940年代のカメラがどんな物だったかを考察し、パナビジョンに頼んでレンズのコーティングを剥がしてみた。すると画質の劣化は多少あるものの、望み通りの霞がかかったようなフラットな映像になった。
- 使用したカメラのフレームレートは標準的な24コマ/秒だが、シャッター開角度を標準の180度ではなく、90度と45度の2種類のカメラを注文した。45度にすると爆発で飛び散る砂や破片など高速で動く物体を鮮明に捉えることが出来、爆発の衝撃を感じさせる効果が得られる。ただし普段の動きまで45度で撮るとコマ送りのようにわざとらしくなるので、爆発や着弾、それに雨粒が落ちるシーンなどに限定し、それ以外は90度で統一した[35]。
- また「ストリークエフェクト」と呼ばれる手法を使うため、ロンドンのサミュエルソン・フィルムサービス(Samuelson Film Service ltd.)に専用のカメラを1台注文した[36]。通常はフィルムが静止しその瞬間にシャッターを開放するが、このカメラはシャッターが開くタイミングを意図的にほんの少しずらし、フィルムが動いているうちに露光する。これにより炎や光の反射など光量が多い対象物が縦に引き伸ばされ、縞模様(ストリーク)のような現象が生まれる[37]。（ただしシャッター角45度だと露光時間が短いためほとんど打ち消された）

太陽光が強いと縞模様が目立ちすぎる恐れがあるが、バリネスカー海岸はいつも曇っていたおかげで美しい映像が撮れた。ラメルの戦闘シーンの撮影は天候が良かったので、煙幕を使って太陽光線を調整した。
ストリークエフェクトは「フルメタル・ジャケット」(1987)の後半の燃え盛る街を映す短いショットにも使用されている。
- 「太陽の帝国」(1987)のとき、スピルバーグは爆発の瞬間に人為的にカメラを揺さぶって撮ったが、本作の戦闘シーンは連続的にそれをやりたかった。そこでスタッフの1人がブラック&デッカーの電動ドリルに回転軸をずらした錘を取り付け、カメラのハンドルにガムテープで巻き付けて撮ってみた。すると望み通りのブレを表現することが出来、このアイデアは大成功だった[38]。

しかしカメラが振動しているとファインダーを覗くことが出来ないので手持ちカメラには使えない。そこで採用したのがロサンゼルスにあったクレアモントカメラ社(現在はKeslow Cameraが買収)が開発した"Image Shaker"だった。この装置をレンズに取り付けると、カメラを物理的に揺らさなくてもレンズから入ってくる映像をコンピュータ制御で縦横自在に動かすことが出来る。こうして映画の90％はハンディカメラで撮影された。
- 編集のテクニックとして戦闘や銃撃の場面は短いショットの連続で緊張感を高めるのが一般的だが、この映画では実写映像らしく見せるために戦闘シーンに長回しを多用した。各ショットの平均時間は7.2秒となっている[40][41]。

### 特殊効果

#### 戦闘シーンの撮影
戦闘シーンの特殊効果はこの分野では一流のニール・コーボールドが担当した。
映画で使用した弾着用の火薬はオマハビーチだけでも17,000個を超えた。火薬の取扱いは特に慎重に行われ、俳優やカメラマンは何度もリハーサルを行なって仕掛けられた場所と点火タイミングを頭に叩き込んで本番に臨んだ。
アメリカ兵が海岸に上陸してくるシーンでは、エキストラの統制が取れないため安全な圧縮空気を利用した。長さ数百メートルの耐圧チューブをグリッド状に組んでチューブの各所に20個のソレノイドバルブを設け、砂浜や浅瀬に敷設した。スイッチを入れるとそれぞれのバルブが次々に解放され水飛沫や砂を吹き上げた。
あるときスピルバーグが「逃げ回るドイツ兵をアメリカ兵の機銃で一掃するシーンをワンショットで撮れないだろうか」とコーボールドに相談してきた。弾着用の配線を繋いだまま複数の俳優が走り回るのは非常に難しいため、銃のトリガーと連動して3種類の周波数の信号を発する無線式の点火装置を考案した。この装置のおかげで、撃たれる俳優は瓦礫の中でも自在に動き回ることが可能になった。
爆薬の使用は安全を最優先し、俳優やエキストラから離れた場所に限られた。砂浜に掘った穴の底に厚い鉄板を敷いて爆薬をセットし、海の砂ではなく特殊効果用の砂で埋め戻した。
俳優の近くで起きる爆発は、エアキャノン(またはエアモーター)と呼ばれる圧縮空気を充填した空気砲を使用している。爆発と同時に吹き飛ばされる兵士は手または足のないスタントマンに義手や義足を取り付け、エアキャノンと吊ワイヤーを併用して空中に舞い上がらせた。腕や足を千切れやすくするため、軍服の裏側を紙ヤスリで限界まで削っている。
水面下で兵士が撃たれる映像は近くの町に移動して撮影された。地面に穴を掘ってビニールシートで覆った大きなプールを作り、火薬を仕掛けた俳優が演技をした。また、銃弾は圧縮空気で水中に樹脂ペレットを打ち込んで撮影した。

#### VFX
現場では再現し切れなかった血飛沫や血糊、曳光弾、火花、破片などはILMが担当した。
海中に飛び込んでくる銃弾の映像はプールで再現しただけでなく、「ジョーズ」（1975）のカービン銃でサメを撃つシーンも参考にした。「ジョーズ」のときは蝋で固めた発泡錠剤のアルカセルツァーをライフル銃で発射して撮影したが、この映像を基に、銃弾が水中で急激に減速していく様子や泡の動き方をCGでシミュレーションした。現実には映画のような入射角だと弾丸は水面で跳ね返ってしまうが、スピルバーグは恐怖を倍増させる目的であえてこのシーンを使った。

#### コスチューム
映画で使われる大量の軍服や軍装品は、カリフォルニア州ダウニーにある「ＷＷⅡインプレッションズ」(WWII Impressionsn)や、ロンドンの「アカデミーコスチューム」(Academy Costumes)などに手配した。ブーツは第二次大戦当時も軍用ブーツを作っていた革靴工場に製造を依頼した。これらの数は2,000人分に及ぶ。大量のダミーの死体、義手や義足などはイギリスのミレニアムFX(Millennium FX)が製作した。　※メーキング映像
撮影用の銃器は、空砲で作動するステージガンのほか、プラスチック製のトイガン(エアガン)、木製ストック付の亜鉛ダイキャスト製、軽量なグラスファイバーや発泡樹脂製などのモックアップを大量に使用している。これらの小道具は(義手や義足も含め）撮影が終わったあと鑑定書を付けてインターネットで販売された。

## 受賞
- アカデミー賞11部門にノミネートされた。
- 監督賞、編集賞（本作は2023年現在、デジタル編集に拠らない作品としては最後のオスカー受賞作である）、撮影賞、音響賞、音響編集賞の5部門を受賞した。

## 興行成績
1998年の全米年間興行成績1位を記録するヒット作となった。全世界年間興行成績でも『アルマゲドン』に次ぐ2位を記録している。
全米では2億1000万ドルの興行収入を記録し、2014年に『アメリカン・スナイパー』が記録更新するまでは戦争映画としては歴代最高の全米興行収入を記録した。第二次世界大戦を題材とした映画としては現在も歴代最高の同成績である。

## 映像ソフト
- DVD
- Blu-ray
- Ultra HD Blu-ray
  - カラー、ビスタサイズ、DOLBY ATMOS（英語）/DOLBY AUDIO（5.1ch 英語・日本語）

## 小説
映画脚本を基にマックス・A・コリンズによって小説化され、伏見威蕃の翻訳で新潮社より出版された。物語の大筋はほぼ同じであるが、細かな部分が映画とは異なる。映画ではほとんど明かされることのなかったミラー大尉の心情なども描写されている。

### 映画と小説の差異
- ミラー大尉は初めからM1トンプソンを防水用のビニール袋に入れて携行している。しかし、小説版ではミラー大尉は上陸前はM1ガーランドを携行しているが上陸の途中に失ってしまい、上陸後にホーヴァス軍曹からM1トンプソンを渡される。
- ラメルに進攻してくるドイツ軍の戦車が、小説ではケーニッヒスティーガー[注 18]とパンター[注 19]である。